# Martha Coakley
Martha Mary Coakley, née le 14 juillet 1953 à Pittsfield, est une avocate et une femme politique américaine, membre du Parti démocrate et procureur général de l'État du Massachusetts de 2007 à 2015.

## Carrière publique
De 1999 à 2007, elle est procureur du comté de Middlesex. En 2006, elle est élue au poste de procureur général du Massachusetts avec 72,86 % des voix, contre 27,06 % à son adversaire républicain Larry Frisoli.
Le 2 novembre 2010, Coakley est réélue procureur général avec plus de 62 % des voix.

### Candidate malheureuse au Sénat des États-Unis en 2010
Le 8 décembre 2009, Coakley remporte l'investiture démocrate pour le siège de sénateur des États-Unis précédemment occupé par Ted Kennedy, décédé l'été précédent.
Au départ largement favorite, Martha Coakley voit son écart sur le républicain Scott Brown se réduire sensiblement dans les sondages. À tel point que le président des États-Unis Barack Obama vient deux jours avant l'élection à Boston, soutenir la démocrate.
Le 19 janvier 2010, elle est défaite en ne recueillant que 47 % des voix, contre 52 % à Brown.

### Candidate au poste de gouverneur
En novembre 2014, elle se présente à l'élection du gouverneur du Massachusetts, mais elle est battue par le candidat républicain Charlie Baker.

### Retour au privé
Après avoir quitté la scène politique, elle travaille à partir de 2015 pour le cabinet d'avocat Foley Hoag (en) à Boston, avant de rejoindre en avril 2019 le fabricant de cigarettes électroniques Juul.

## Source
- (en) Cet article est partiellement ou en totalité issu de l’article de Wikipédia en anglais intitulé « Martha Coakley » (voir la liste des auteurs).